# 远近孝一
远近孝一（日语：／ Tōchika Kōichi，1971年10月20日—）是日本的男性声优，所属东京俳优生活协同组合。于大阪府出生并在山口县成长，血型为B型。
代表作有《勇者指令》（大堂寺炎）、《侦探学园Q》（天草流）、《超能勇士》（タイガトロン）、《火影忍者》（日向宁次）与《筋肉人II世》（チェック·メイト），《MÄR 魔兵传奇》（ペタ）等。

## 经历·人物
- 胜田声优学院（10届生）毕业。

## 演出作品
粗体字为主要演出

### 电视动画
- 梦幻妖子（偉）
- 白色猎人（／雨冰成）
- ef - a tale of memories。（火村夕）
- ef - a tale of melodies.（火村夕）
- 学园战绩无量（三上利夫）
- 筋肉人II世ULTIMATE MUSCLE（チェック·メイト、イリューヒン）
- 筋肉人II世 ULTIMATE MUSCLE2（チェック·メイト、イリューヒン）
- 贮金大冒险（タンタンメン）
- 正义联盟（デッザード）
- 超人（动画）（デッザード）
- 无敌侦探贵公子（松原哲哉）
- 数码宝贝X进化（シルフィーモン）
- 爆斗宣言大钢弹（デスペクター）
- 百变金刚：野兽战争（局地偵察員タイガトロン）
- Myself ; Yourself（桜庭かおる）

1995年
- 爱天使传说（男子生徒、体育教員、チンピラ、通行人、他多数）
- 哆啦A夢(大山羨代版)（男性）
- 聖天空戰記（士兵B、機組員、狼人、土著兵、士兵A、生存兵、船員）

1997年
- 烈火之炎（雷覇）
- （1997年版）（響剛）

1998年
- 超魔神英雄传（オカサーフ）
- 超速搖搖（輪刃剛志）

1999年
- 下级生（山口剛）
- 无限的未知（チック·クラート、クライス·モラーテ、短継真琴）
- 强殖装甲（エレゲン）

2000年
- 金田一少年之事件簿（室町光之介）
- 女神候补生（リオリート·ウィルジナ）
- 数码宝贝大冒险02（麻鹰兽）

2001年
- 真·女神轉生 惡魔之子（人面獅身獸）
- RAVE（シバ（青年））
- 漫畫派對（九品仏大志）

2002年
- 火影忍者（日向宁次）
- 神奇宝贝（1997－2002年动画）（リュウジ）
- 东京喵喵（白金稜）
- 电光快车侠2（E2Jet、电光快车侠X、圣诞老人）
- 筋肉人II世（チェック·メイト、イリューヒン）※第12话开始担当。

2003年
- 棋魂
- 魔侦探洛基（垣之内光太郎）
- MÄR 魔法世界（ペタ）
- 侦探学园Q（天草流、少年）

2004年
- 名侦探柯南（寺島刑警、磯川日出男、金子刑警、松本、鶴見浩、番場榮一）
- 鼻毛真拳（ロボ一号、ナイトメア、GUY坊）
- 沙漠神行者（海堂勝）
- 忘却的旋律（彦山絵市）
- 圣枪修女（ジェナイ）
- （潮崎俊也）
- 游戏王GX（バーガンディ（絶対防御将軍））
- MAJOR 1st season、3rd season（日下部）
- 最游记 RELOAD GUNLOCK（黑澤爾）

2005年
- 極樂天師 喝!!（實行委員長）
- 不可思議星球的雙胞胎公主（族長）
- 我的主人爱作怪（久米伸治）
- BLEACH（小椿仙太郎）
- 洛克人EXE Stream（異星人）
- 漫畫派對 Revolution（九品仏大志）

2006年
- 结界师（月地ヶ岡真彦）
- 新登场!飞天小女警Z（グラバー）
- 地狱少女  二籠（八木沢修一）
- 洛克人EXE Beast（グランドマン）
- 妖怪人间贝姆（2006年）（アキラ）
- 洛克人EXE Beast+（グランドマン）
- 忍者少女（万里小路ハヤト）

2007年
- 火影忍者疾风传（日向宁次）
- 航海王（ブリンド）
- （手下）
- 怪物王女（吉田）

2008年
- 威尔贝鲁物语：威尔贝鲁的姐妹（レナルド·ビンチ）
- 鬼太郎（第5作）（うわん）
- 流星洛克人 Tribe（出間崎）
- （今岡）

2009年
- 魔導少年（艾利高爾／グリムリーパー）
- 07-GHOST（蘭塞）

2010年
- Heartcatch 光之美少女！（來海流之助）

2012年
- 航海王（少年時代的荷帝·瓊斯）
- 交響詩篇AO（中村）
- 美食獵人TORIKO（阿雷）
- 火影忍者SD 李洛克的青春忍傳（日向宁次）

2014年
- 鬼燈的冷徹（史凱普）

2015年
- 俺物語！！（不動）
- 新我們這一家（宮嶋老師年輕時）
- 名侦探柯南（矶川日出男 #794）

2016年
- 從前有座靈劍山（周明）
- JoJo的奇妙冒險 不滅鑽石（鋼田一豐大）
- 名侦探柯南（金子警官 #838）

2017年
- 名侦探柯南（松本）

2018年
- 名侦探柯南（鶴見浩）
- 鬼燈的冷徹 第貳期 其之貳（史凱普）

2019年
- KIRA KIRA HAPPY★ 打開吧！見習神仙精靈（鑰匙仙人）

2021年
- BACK ARROW（琵斯·古林豪斯）
- 數碼寶貝大冒險：（歌舞伎獸）

2022年
- 最遊記RELOAD -ZEROIN-（黑澤爾）

2023年
- 東京喵喵NEW（白金博士）

### OVA
- 机动战士高达 第08MS小队（オペレーターA）
- 银河英雄传说（ヨハン·ゴットホルプ·フォン·ベルツ）
- 圣斗士星矢·冥王哈帝斯篇（天貴星グリフォンのミーノス）
- （大堂寺炎）
- （斉藤寿久）
- 翼·年代记（空汰）
- 数码宝贝大冒险20周年 纪念故事（麻鹰兽、人面战鹰兽）

### 剧场版动画
- 剧场版 魔法少年贾修 第101号魔物（桜田）
- 数码宝贝大冒险02（麻鹰兽）
- （麻鹰兽）
- 剧场版 火影忍者疾风传（日向宁次）
- 剧场版 火影忍者疾风传 絆（日向宁次）
- 数码宝贝：最后的进化（麻鹰兽）
- 第十三位皇家骑士（人面战鹰兽）

### 游戏
- 筋肉人II世 新世代超人VS伝説超人（チェック·メイト、クレセント·ハーツ）
- （三島晴喜）
- 幻想水浒传V（ゲッシュ、ラハル、シュラ·ヴァルヤ）
- 漫画派对（九品仏大志）
- 圣斗士星矢 冥王哈帝斯十二宫篇（天貴星グリフォンのミーノス）
- 双界仪（真武居直柔）
- （高林勇次）
- [PC]KoiGIG～DEVIL×ANGEL～（米克）
- [PC/PS]夢幻奇緣（奇尔·谢里安）
- [PS2/PSP]水之旋律系列（明月圭）
  - 水之旋律
  - 水之旋律2 ～绯之记忆～
- [PS2]DEAR My SUN!!～育儿狂骚曲～（日语：DEAR My SUN!!〜ムスコ★育成★狂騒曲〜）（美崎辽真）
- Kingdom Under Fire : Circle Of Doom（デュエイン）

### 特摄
- 超级战队系列
- 百兽战队牙吠连者（ボーリングオルグの声）
- 忍风战队HURRICANEGER（雷忍者ウナダイゴの声）
- 爆龙战队暴连者（トリノイド18号ラッコピーマンの声）
- 特捜战队刑事连者（プコス星人ジャッキルの声）
- 炎神战队轰音者（害気目蛮機獣レンズバンキの声）
- 侍戰隊真劍者（大御用（おおみよう）の声）
- 超星神系列
- B-Fighter Kabuto（ビーファイターヤンマ／マック·ウインディの声）
- 铁甲小宝（丸子龙）
- （丸子龙）

### CD
- （美崎遼真）
- （真城秀顕）
- 数码宝贝大冒险02（麻鹰兽）
- （明月圭）

### CD DRAMA
- （大堂寺炎）

### BLCD
- （真城秀顕）
- （堺文俊）

## 外部連結
- 個人網誌－かはたれいろのたより （页面存档备份，存于） （日語）
- 事務所公開簡歷 （页面存档备份，存于） （日語）